# Mariadöttrarna
Mariadöttrarna är ett evangelisk-lutherskt klostersällskap för nunnor inom Svenska kyrkan, grundat av Gunvor Paulina Norrman (1903-1985), känd som Paulina Mariadotter.
En del av nunnorna i rörelsen upptogs tre år efter grundarens död i katolska kyrkan, se Heliga Hjärtas kloster.

## Historik
Gunvor Paulina Norrman grundade den Evangeliska Mariavägen, som är en kongregation inom Svenska kyrkan.

### Konversioner
Nunnor upptogs tre år efter Norrmans död i katolska kyrkan, vars egen verksamhet sedermera ombildades genom Heliga Hjärtas kloster, Ombergsliden, Borghamn, Östergötland, invigt 11 augusti 1997 av biskop Hubertus Brandenburg.

## Verksamhet
De evangelisk-lutherska Mariadöttrarna finns på flera platser:
- Mariagården vid Vallby kyrka, Sverige
- Mariavägen, Kirstiläntie Haijainen, Nådendal, Finland
- Mariagården Kollund, Österskovvej, Kruså, Danmark